# فیلیپ ناواری
فیلیپ ناواری (انگلیسی: Philip of Novara; ۱ ژانویهٔ ۱۱۹۰ – ۱ ژانویهٔ ۱۲۶۰) شاعر، دیپلمات، تاریخ‌نگار، نویسنده، نظریه‌پرداز حقوق، و آموزگار ایتالیایی بود. وی در شهر ناوار در ایالت لمباردی به دنیا آمد و از سنین جوانی به شرق جزیره قبرس وارد شد . ابتدا به خدمت یکی از شوالیه‌ّای قبرس که از محاصره‌کنندگان بندر دمیاط بود در آمد. پس از مدتی به خدمت رالف، ارباب طبریه درآمد. کتاب تاریخ نبرد فریدریش دوم با جان ابلین مخدوم خود اثر اوست.